# Friedrich Beichel

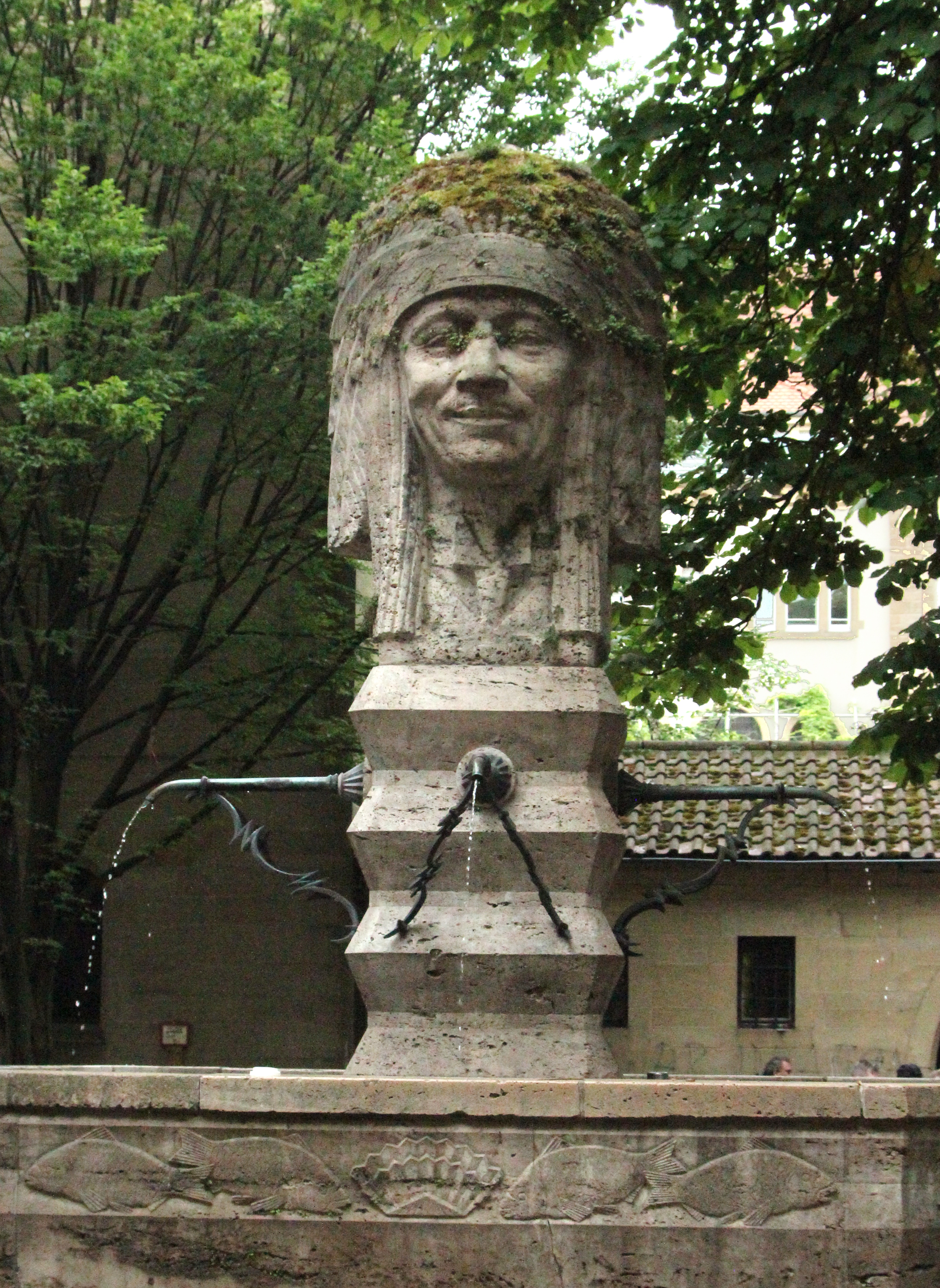
Indianerbrunnen im Karlsruhe

Karl Friedrich Leopold Beichel (* 16. Februar 1875 in Wehr (Baden); † 26. Dezember 1955 in Karlsruhe) war ein Karlsruher Architekt und Baubeamter. 

## Leben
Beichel studierte an der Großherzoglichen Badische Baugewerkeschule und  an der Technischen Hochschule Karlsruhe Architektur unter Josef Durm. Daran anschließend arbeitete er als wissenschaftlicher Mitarbeiter am Städtischen Hochbauamt Karlsruhe. Ab 1904 war Beichel städtischer Hochbauinspektor. 1911 wurde er zum Stadtbaurat und Leiter des städtischen Hochbauamts ernannt und 1920 zum Stadtbaudirektor.

## Bauten
- Gebäude der Tullaschule
- Hauptgebäude und Erweiterung des Städtischen Kinderheims
- Entwurf für die Marktfrau hinter der Kleinen Kirche
- Indianerbrunnen in der Südstadt
- Dienstwohnung des Helmholtz-Gymnasiums
- Lessing-Gymnasium
- verschiedene Gebäude auf dem Schlachthofareal
- Zwerg-Nase-Brunnen
- Sockel des Denkmals für Friedrich Ries im Stadtgarten